# Supersaurus

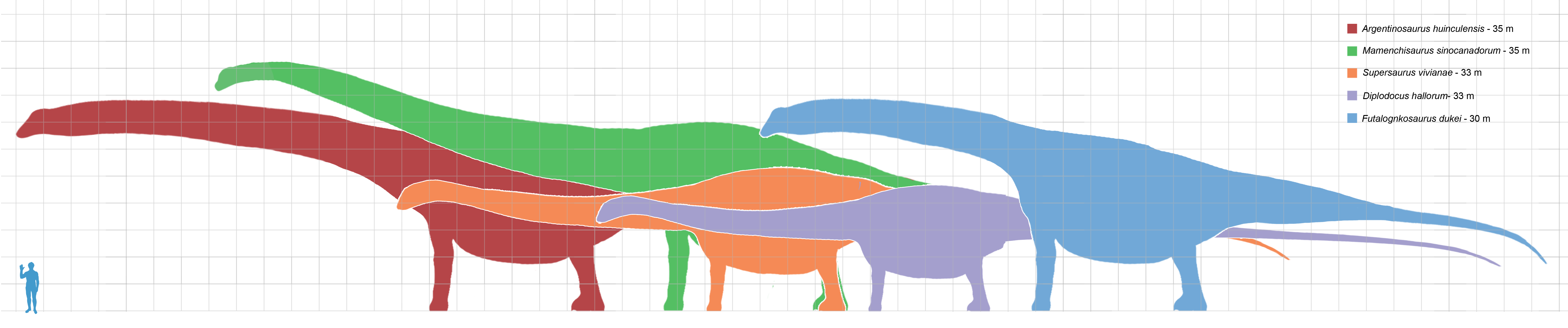
Óriás sauropoda dinoszauruszok, köztük a narancs színnel jelölt Supersaurus és az ember méretének összehasonlítása

A Supersaurus („szupergyík”) diplodocida óriás növényevő dinoszauruszok nemzetsége volt a késő jura korban.
A fosszíliákból jól rekonstruálható dinoszauruszok legnagyobbjai közé tartozott: testhossza elérhette a 33–34 métert, testtömege a 31,8–36,3 tonnát.

## Története

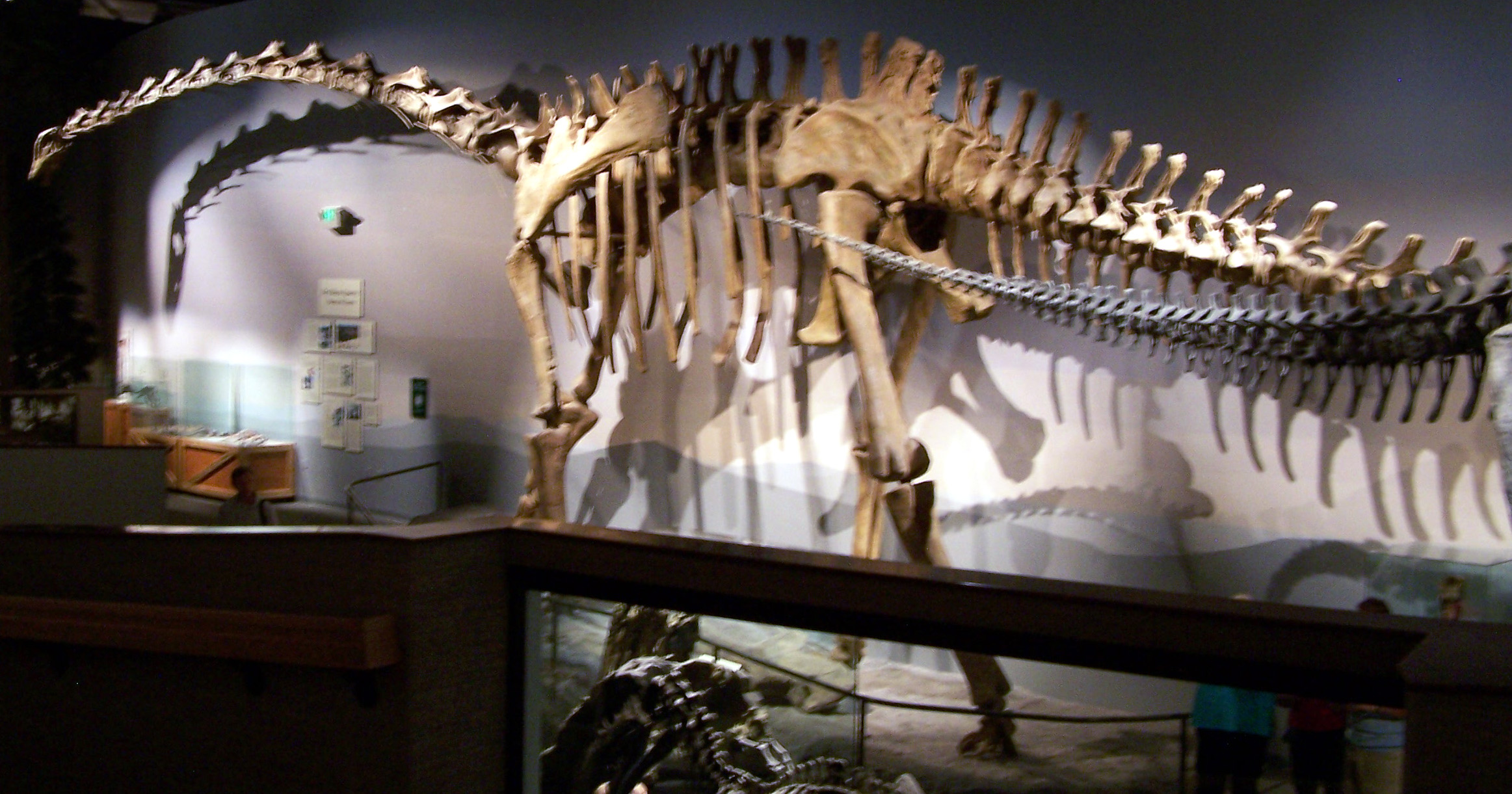
A Supersaurus csontváza az Észak-amerikai Ősélet Múzeumában (North American Museum of Ancient Life).

Az első Supersaurus-fosszíliák csak néhány csontot tartalmaztak: a lapockacsontot (a BYU 5500 típuspéldány) és pár nyakcsigolyát. A lapockacsont felállítva 2,4 méter magas volt.
„Jimbo” névre keresztelték azt a később a wyomingi Converse megyében talált sokkal teljesebb példányt. Korábban azt gondolták, a Supersaurus a hosszúnyakú diplodocida Barosaurus rokona lehet, az új lelet alapján azonban inkább az Apatosaurushoz állt közel (Apatosaurinae alcsalád).